# Gerrit van de Ruit
Gerrit van de Ruit (Capelle aan den IJssel, 12 september 1911 - 30 juli 1981) was een Nederlands wielrenner, die prof was van 1933-1939. Met Marinus Valentijn deed hij als enige Nederlander mee aan de eerste Ronde van Spanje in 1935, waar hij een verdienstelijke veertiende plaats behaalde in het eindklassement. 
Op zijn palmares staan 16 overwinningen, w.o. kermiskoersen in Gulpen (2x), Bergen-op-Zoom, Princenhage, Amsterdam (2x), Chaam, Apeldoorn, Steenbergen, Muizen, Vinkeveen, Hoensbroek en in België Jambes.

## Palmares
1933
- Nederlands wegkampioen (onafhankelijken)
- 9e WK op de weg
- 10e Scheldeprijs
- 11e Ronde van Vlaanderen

1934
- 1e Rotterdam-Utrecht-Rotterdam
- Vice-Nederlands wegkampioen
- 5e WK op de weg

1935
- 5e Ronde van Vlaanderen
- 13e Vuelta a España (2e in de 8e etappe)

1937
- 1e Acht van Chaam

## Resultaten in voornaamste wedstrijden
| Jaar | Ronde van Italië | Ronde van Frankrijk | Ronde van Spanje |
| ---- | ---------------- | ------------------- | ---------------- |
| 1933 |                  |                     |                  |
| 1935 |                  |                     | 14e              |
| 1937 |                  | opgave              |                  |

| Jaar | Ronde van Vlaanderen | Parijs-Roubaix |
| ---- | -------------------- | -------------- |
| 1933 | 12e                  |                |
| 1935 | 5e                   | 35e            |
| 1937 |                      | 54e            |